# Kanton Rouen-6
Kanton Rouen-6 is een voormalig kanton van het Franse departement Seine-Maritime. Het kanton maakte deel uit van het arrondissement Rouen. Het werd opgeheven bij decreet van 27 februari 2014 met uitwerking in maart 2015.

## Gemeenten
Het kanton Rouen-6 omvatte een deel van de gemeente Rouen, meer bepaald de wijken:
- Saint-Julien
- l'Île Lacroix
- Saint-Sever

## Conseiller général
Een kanton heeft een Conseiller général die door de burgers in het kanton gekozen wordt.
| Periode   | Conseiller         | Politieke partij           |
| --------- | ------------------ | -------------------------- |
| 1945-1949 | Fernand Legagneux  | PCF                        |
| 1949-1967 | Jean-Marie Morisse | RPF, daarna RS, daarna UNR |
| 1967-1973 | Victor Blot        | PCF                        |
| 1973-1979 | Félix Jauneau      | CD, daarna UDF             |
| 1979-1985 | Georges Hélaine    | PCF                        |
| 1985-1998 | Michel Guez        | UDF-PR                     |
| 1998-2011 | Robert Foubert     | PS                         |
| 2011-2015 | Mamadou Diallo     | PS                         |